# Блюм (герб)
Блюм (пол. Blum) — польский дворянский герб.

## Происхождение
Согласно описанию Юлиуша Островского, герб присвоен в 1794 году Яну Блюму (пол. Jan Blum), полковнику кавалерии.

## Описание
В поле синем — девять роз белых в три поперечных ряда: четыре, три и две. Над шлемом в короне муж бородатый до колен, в круглой шапке, в одеянии с правой стороны белом, а с левой синем.
Оригинальный текст (пол.) W polu błękitnem — dziewięć róż białych w trzy poprzeczne rzędy: cztery, trzy i dwie. Nad hełmem w koronie mąż brodaty do kolan w okrągłej czapce, odziany w szatę z prawej strony białą, a z lewej błękitną.— Juliusz Ostrowski: Księga herbowa rodów polskich, T.2

## Род — носитель герба
Blum (Блюм).